# Diospyros parabuxifolia
Diospyros parabuxifolia är en tvåhjärtbladig växtart som beskrevs av Francis S.P. Ng. Diospyros parabuxifolia ingår i släktet Diospyros och familjen Ebenaceae. Inga underarter finns listade i Catalogue of Life.